# M (слово латинице)
M (ем) је тринаесто слово латинице, осамнаесто српске латинице. Може такође бити:
- Ознака за билабијални назални сугласник у фонетици српског језика, као и већем броју других језика..
- Ознака за римски број 1000 математици
- Скраћеница за масу и метар у физици
- Међународна аутомобилска ознака за Малту

## Историја
Слово M је почело као египатски хијероглиф N, да би се, као семитско Mem и  као грчко Mi, кроз векове развило у M какво данас познајемо.
| n |

| n |

| Велико писано M | Старо Турско M | Савремено курзив M | Сигнално наутичко M - ICS Mike | Брајева абецеда M | Абецеда глувонемих M |
| --------------- | -------------- | ------------------ | ------------------------------ | ----------------- | -------------------- |
| Велико писано M | Старо турско M | Савремено курзив M | Сигнално наутичко M            | Брајева абецеда M | Абецеда глувонемих M |